# Avokado

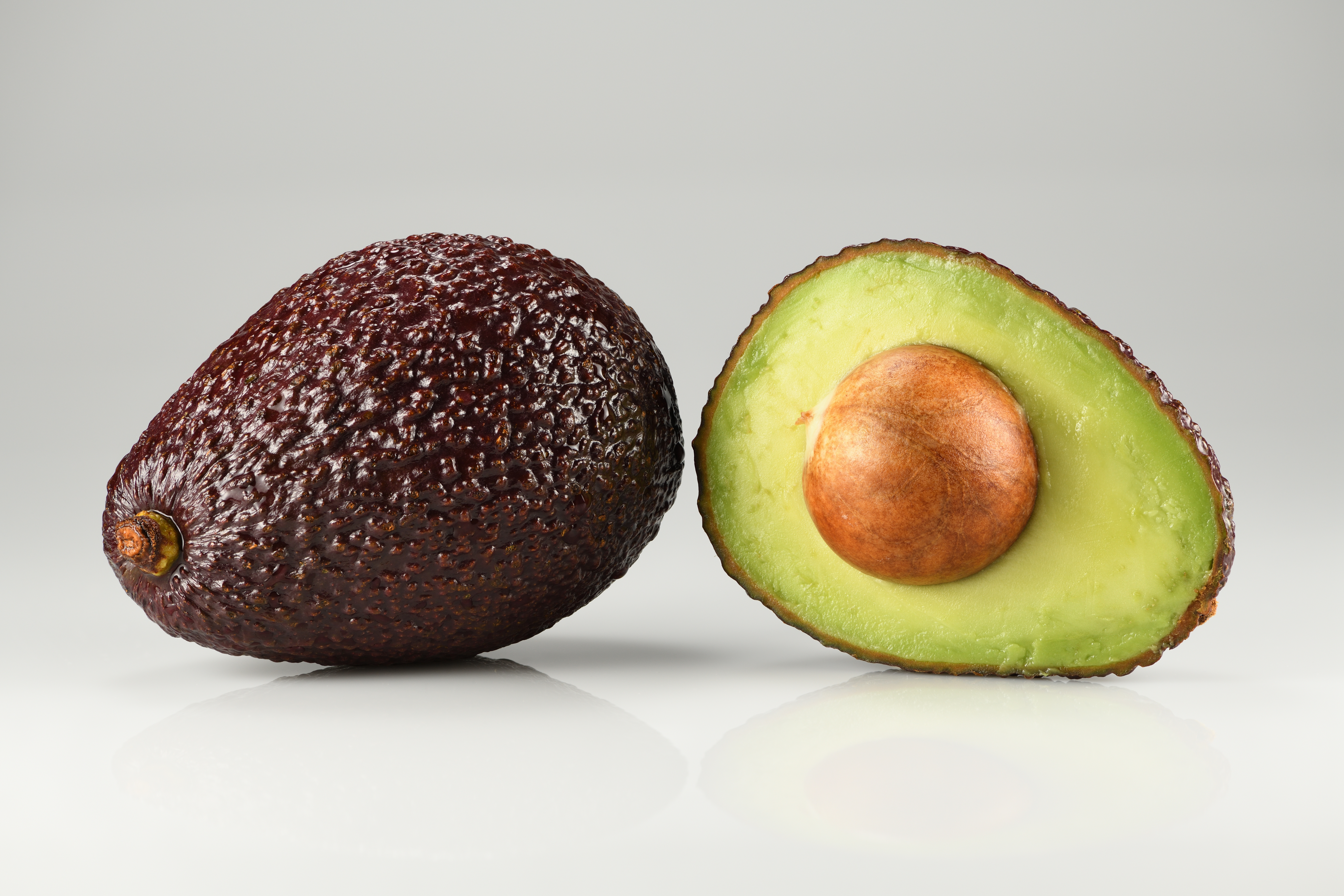
Avokado

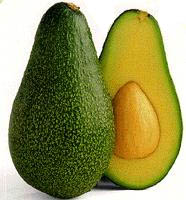
Avokado

Avokado, alligatorpäron eller advokatpäron (Persea americana) är en art i familjen lagerväxter, som odlas för sina frukter. Arten växer vilt från Mexiko i norr ner till länderna runt Anderna i söder. Numera odlas arten över hela världen på platser med lämpligt klimat.
Avokado blir ett 20 meter högt städsegrönt träd och har 12–25 centimeter långa blad. Trädet tål inte frost och växer enbart i subtropiska och tropiska klimat.
Frukten är ett knytnävsstort bär med stor kärna. Fruktköttet är mört och gult till ljusgrönt, medan det oätliga skalet är grönt till mörkgrönt och ibland mer lilaaktigt när frukten är mogen. Ett normalt avokadoträd ger omkring 120 frukter per år.
Ordet avokado kommer ytterst från ahuacatl på aztekernas språk nahuatl. Det betyder ordagrant testikel (syftar på fruktens form) och kom till svenska genom spanskan.

## Odling
Avokado odlas framför allt på platser med medelhavsklimat, som Mexiko, Kalifornien, Israel, Sydafrika och Chile.
| Nr                                                                    | Område                  | Produktion (ton) | %        |
| --------------------------------------------------------------------- | ----------------------- | ---------------- | -------- |
| 1                                                                     | Mexiko                  | 1 520 695        | 30,24 %  |
| 2                                                                     | Dominikanska republiken | 428 301          | 8,52 %   |
| 3                                                                     | Peru                    | 349 317          | 6,95 %   |
| 4                                                                     | Indonesien              | 307 326          | 6,11 %   |
| 5                                                                     | Colombia                | 288 739          | 5,74 %   |
| 6                                                                     | Kenya                   | 218 692          | 4,35 %   |
| 7                                                                     | USA                     | 179 124          | 3,56 %   |
| 8                                                                     | Rwanda                  | 161 519          | 3,21 %   |
| 9                                                                     | Chile                   | 160 000          | 3,18 %   |
| 10                                                                    | Brasilien               | 156 699          | 3,12 %   |
|                                                                       | Övriga länder           | 1 258 344        | 25,02 %  |
|                                                                       | Total världsproduktion  | 5 028 756        | 100,00 % |
| Källa: FN:s livsmedels- och jordbruksorganisation:s data för år 2014. |                         |                  |          |

## Bildgalleri

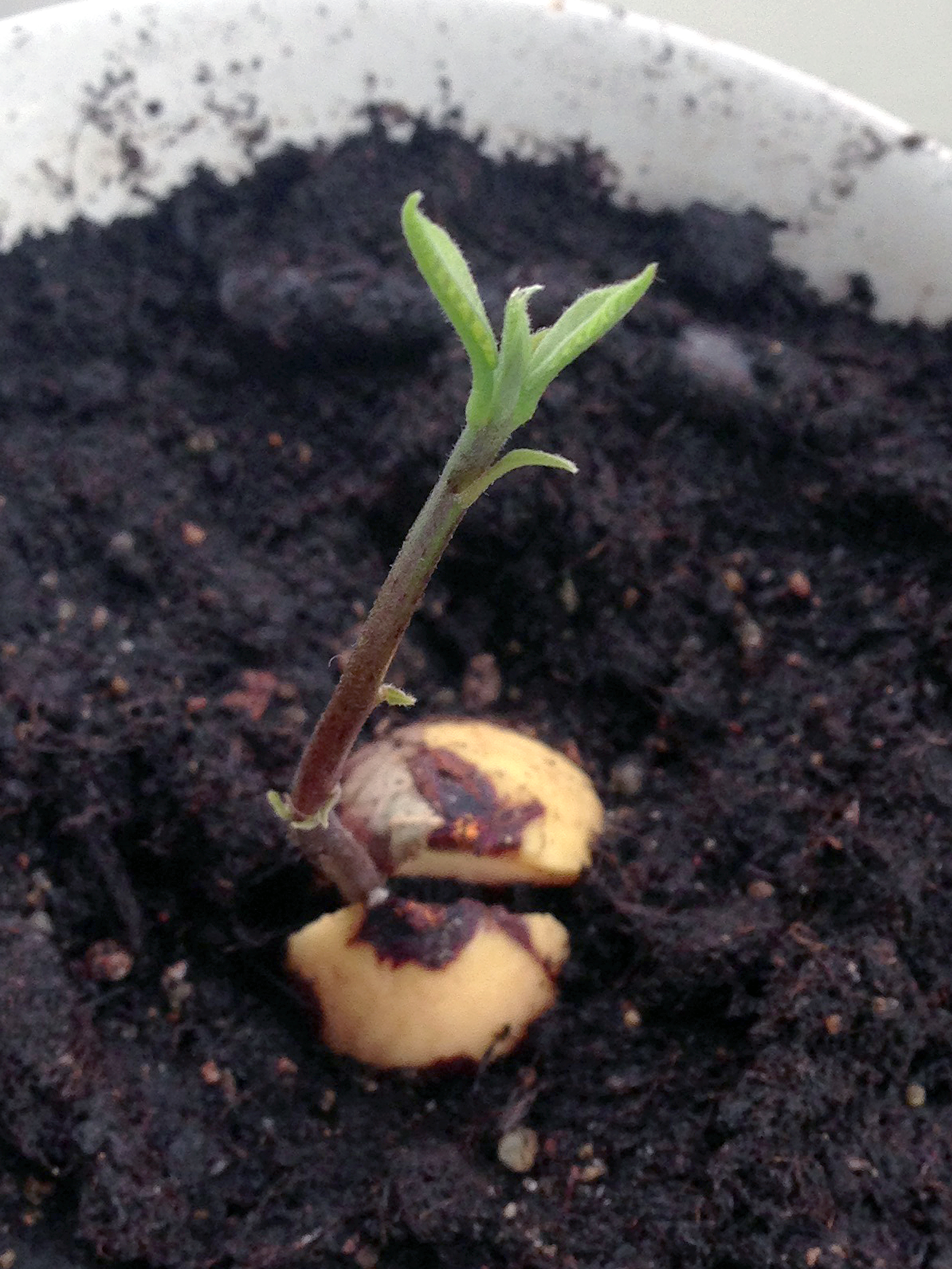
En avokadoplanta, cirka 2 månader gammal
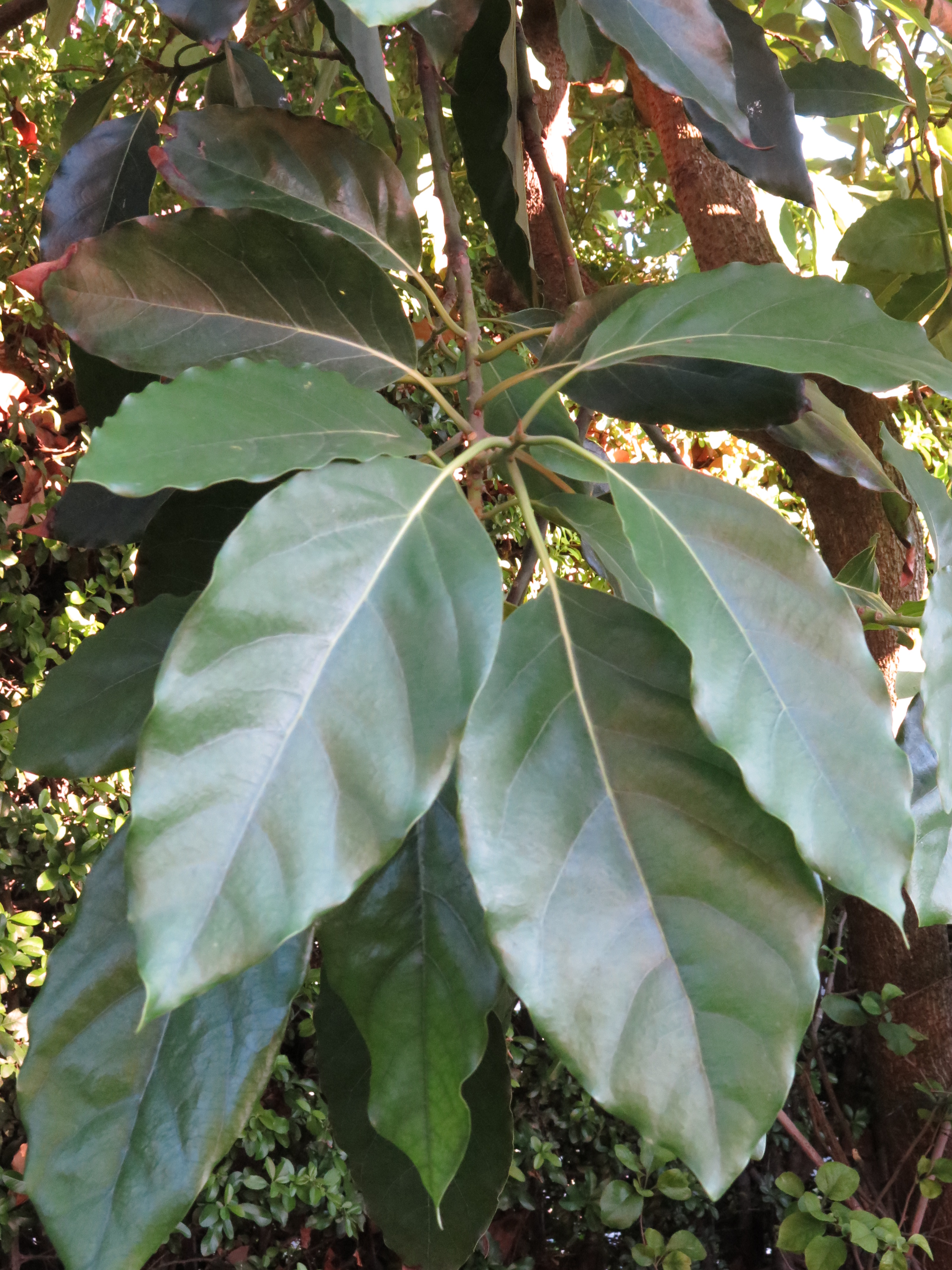
Löv
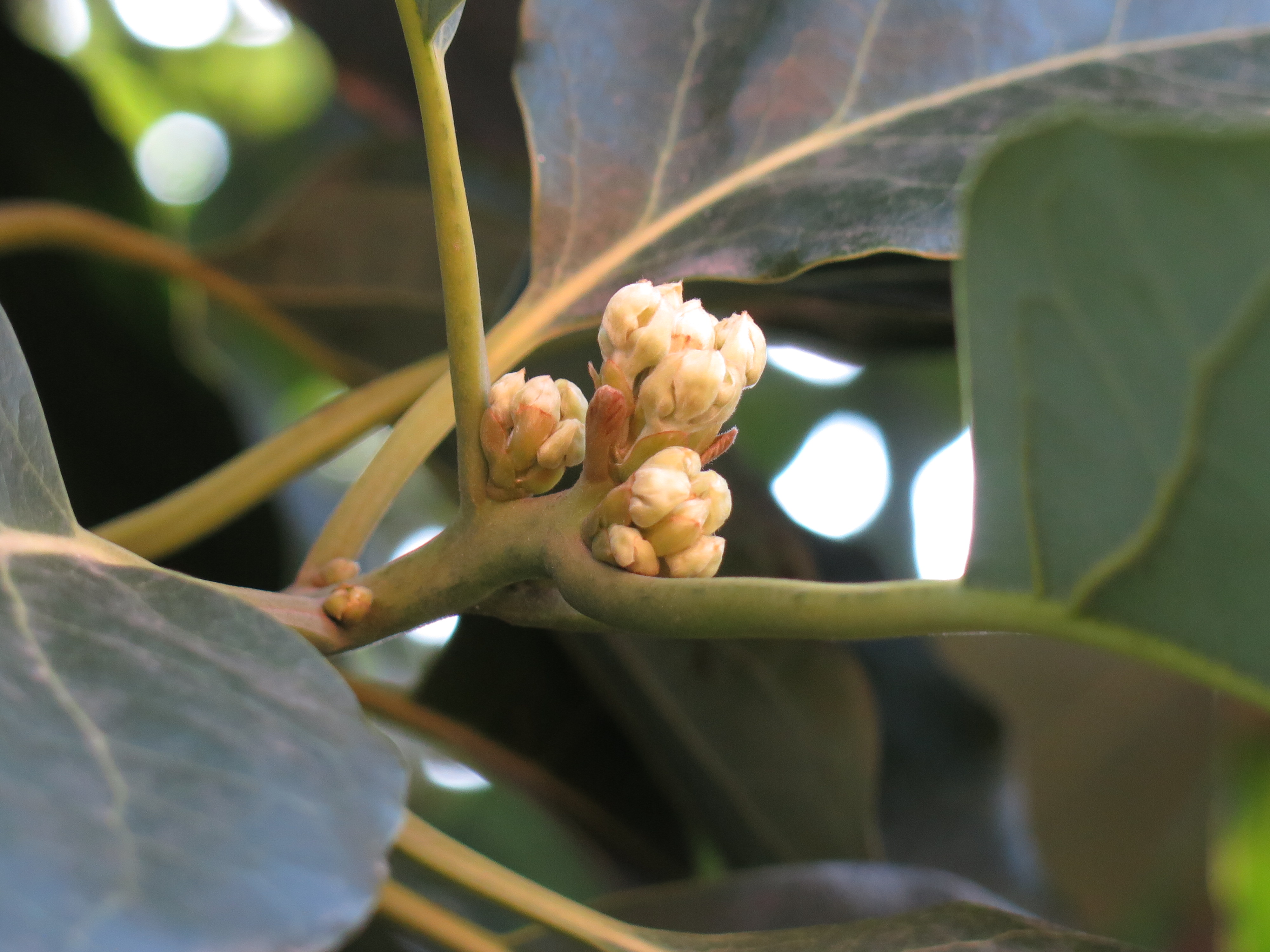
Blomknoppar
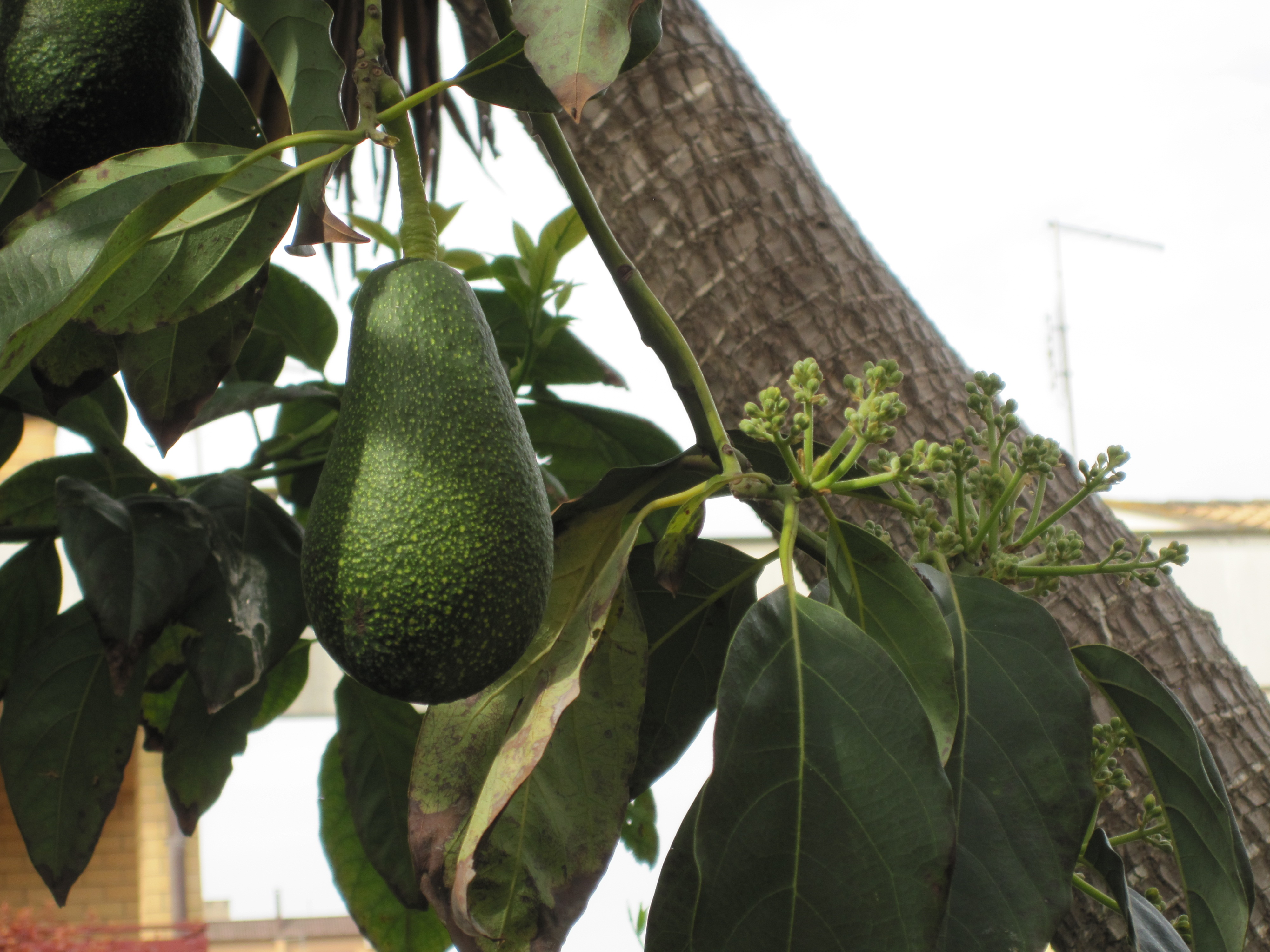
Blommor och frukter.

## Användning
Avokado äts vanligen rå, ofta i förrätter och sallader. Den serveras ofta i halvor med kärnan avlägsnad. För att kunna konsumeras måste avokadon ha rätt mognadsgrad, då lossnar kärnan och skalet lätt och köttet har lagom mjuk konsistens. En mogen avokado ger efter en aning om man trycker försiktigt vid skaftfästet. Fördjupningen som den borttagna kärnan lämnar efter sig kan fyllas med olika fyllningar. Löjrom, majonnäs eller enklare kaviar är omtyckta ingredienser när avokado i denna form serveras som förrätt. Avokadoköttet kan också skäras i mindre skivor eller bitar och blandas in i grönsaks- eller andra sallader. Avokadopuré kan även användas i söta efterrätter som avokadoglass och avokadomousse. Avokado är huvudingrediensen i den mexikanska dippen guacamole. Löven och kärnan används inom traditionell afrikansk medicin mot smärta, men det finns ingen forskning som bekräftar deras verkan.

## Näringsvärde
Avokadofrukten kan innehålla upp till 30 procent omättat fett, men det vanligaste är att den innehåller cirka 15 procent fett, främst enkelomättat sådant. Den har även ett högt innehåll av kalium, ett essentiellt mineral som är nödvändigt för normal hjärt- och muskelfunktion.

## Synonymer
Laurus persea L.
Persea americana var. drymifolia (Schltdl. & Cham.) Blake 
Persea americana var. nubigena (L. Wms.) Kopp 
Persea drymifolia Schltdl. & Cham. 
Persea gratissima Gaertn.f. 
Persea nubigena L. Wms. 
Persea persea Cockerell